# سيدة جين
سيدة جين هو فيلم من نوع دراما وجريمة أُصدر في 2008. الفيلم من إنتاج فرنسا 3 سينما ‏، وهو من إخراج روبير غيديغيان، أما السيناريو فكان من كتابة روبير غيديغيان و.

## القصة
تقع أحداث الفيلم في مارسيليا.

## طاقم التمثيل
- اريان اسكارديا
- جيرار مويلا  [لغات أخرى]‏
- جاكوس بوديت
- جيروم غاسبار  [لغات أخرى]‏
- باسكال سيرفو
- باسكال روبرتس
- يان تريجويه
- جان بيير داروسان

## وصلات خارجية
- سيدة جين على موقع IMDb (الإنجليزية)
- سيدة جين على موقع روتن توميتوز (الإنجليزية)
- سيدة جين على موقع ألو سيني (الفرنسية)
- سيدة جين على موقع Turner Classic Movies (الإنجليزية)
- سيدة جين على موقع أول موفي (الإنجليزية)
- سيدة جين على موقع فيلمافينيتي (الإسبانية)
- سيدة جين على موقع قاعدة بيانات الفيلم (الإنجليزية)
- سيدة جين على موقع ليتربوكسد (الإنجليزية)
- سيدة جين على موقع كينوبويسك (الروسية)